# Церковь Богоматери Победительницы (Люблин)
Ректоральная церковь Взятия на небо Девы Марии (пол. Kościół Rektoralny Wniebowzięcia Najświętszej Marii Panny), или церковь Богоматери Победительницы (пол. Kościół Matki Bożej Zwycięskiej), также известная, как костёл бригидок или визитанток (пол. kościół powizytkowski vel pobrygidkowski)— приходская церковь католической архиепархии Люблина в Польше. Храм расположен на улице Габриэла Нарутовича. Один из самых известных памятников готической и ренессансной архитектуры в городе. С 28 февраля 1967 года является памятником архитектуры под номером А/248.

## История
Церковь была построена в 1412 году королём Владиславом Ягайло, по обету за победу в битве при Грюнвальде. Прежде на месте храма находилась часовня в честь Девы Марии, святой Софии и святой. Варвары, освященная в 1396 году краковским епископом Петром Высшим. По преданию, во исполнение обета короля Владислава Ягайло, храм построили пленённые им во время битвы при Грюнвальде тевтонские рыцари. После завершения строительства в 1426 году, церковь была передана бригидкам, так, как, по преданию, святая Бригитта предсказала поражение Тевтонского ордена. Она предрекла появление храброго короля, который накажет рыцарей за вред, причиненный ими другим христианским народам. Владислав Ягайло считал, что предсказание святой было о нём, и потому позволил членам Орден Святейшего Спасителя обосноваться в Люблине. Бригидки владели храмом до конца XIX века, когда по приказу российского императора в Царстве Польском были запрещены все Римско-католические ордена и конгрегации. Церковь была построена вдали от городских стен. Затем она приобрела статус ректорального храма, которым является по сей день. 

## Описание
Чтобы войти в церковь, необходимо сделать несколько шагов вниз. Это связано с тем, что почва по периметру здания за время увеличила высоту. В XV веке храм был гораздо выше и стройнее, чем сегодня. От первоначального готического декора сохранились фрески на потолке, созданные в 1466—1477 годах. На них представлен торжественный въезд короля в город. В XVII веке была проведена частичная реконструкция храма в стиле ренессанс. После ремонта в 2010—2012 годах посетители получили доступ на обзорную башню. Во время ремонтных работ также были обнаружены девять склепов, четыре из которых также доступны для посетителей. Интерьер 1901 года. Выполнен в неоготическом стиле. В нишах поставлены картины XVII века, изображающие жизнь святой Бригитты. На главном алтаре портрет святой Бригитты первой половины XV века. На площади рядом с храмом стоит памятник Яна Кохановского, перенесённый сюда с рынка.